# Antigono I Monoftalmo
Antigono I Monoftalmo (in greco antico:  Ἀντίγονος ὁ Μονόφθαλμος?, Antígonos ho Monófthalmos; Elimiotide, 382 a.C. – Ipso, 301 a.C.) è stato un militare macedone antico al seguito di Alessandro Magno in Asia; il soprannome è dovuto al fatto che rimase privo di un occhio (perduto al Granico, per salvare la vita ad Alessandro).

## Biografia
Figlio di un certo Filippo, era nato da una famiglia macedone di alto lignaggio. Dopo aver servito nell'esercito sotto Filippo II accompagnò Alessandro nella sua spedizione asiatica. Conquistata l'Asia minore Alessandro affidò ad Antigono la satrapia della Frigia. Antigono in seguito sconfisse e ricacciò, con le esigue forze lasciate ai suoi ordini, i contingenti persiani che Dario, dopo la battaglia di Isso, aveva rinforzato e riorganizzato.
Alla morte del sovrano i generali maggiori si riunirono a Babilonia nel 323 a.C. Nella spartizione decisero di riconoscere per il momento come re il fratellastro di Alessandro, Filippo Arrideo, e come reggente del regno Cratero (ucciso nel 321 a.C. da un sostenitore di Perdicca). Antigono ottenne le satrapie di Frigia, Licia e Panfilia e con il Trattato di Triparadiso del 321 a.C. fu riconosciuto stratega d'Asia con il compito di proseguire la guerra contro il satrapo di Cappadocia e Paflagonia, Eumene di Cardia.
In seguito conquistò la satrapia di Babilonia, costringendo Seleuco alla fuga, e a Tiro (Fenicia) si autodichiarò reggente dei regni macedoni (carica che era stata già di Antipatro). Dichiarò quindi che tutte le città greche dovessero essere libere, autonome e prive di guarnigioni, anche se più con intenti propagandistici che per vero e proprio interesse.
Fu sconfitto nel 312 a.C. a Gaza da Tolomeo I e Cassandro (figlio di Antipatro), e gli accordi di pace che seguirono gli riconobbero solo il titolo di stratega d'Asia, e non quello di reggente. In seguito, in linea con gli altri diadochi, creò un regno indipendente nei suoi territori dell'Asia occidentale, non rinunciando però al sogno di ricreare l'antico impero di Alessandro sotto il suo controllo.
Dopo aver perso alcune campagne in Oriente, volse l'attenzione verso il Mediterraneo. Nel 307 a.C., grazie alla spedizione del figlio Demetrio, ottenne il controllo di Atene dove restaurò la democrazia, pur sotto il suo protettorato. Sempre grazie al figlio, Antigono strappò nel 306 a.C. l'isola di Cipro a Tolomeo I. A seguito di questi successi, primo fra i diadochi, si proclamò re con l'intento di rivendicare l'eredità di Alessandro. Una successiva campagna contro l'Egitto e contro Rodi (304 a.C.) si rivelarono infruttuose.
Ricreò nel 303 a.C. la lega ellenica sul modello di quella di Filippo II con l'intenzione di usufruirne per dare l'assalto a Cassandro in Grecia. Morì combattendo nella Battaglia di Ipso (Frigia), combattuta nel 301 a.C. contro gli altri Diadochi, coalizzatisi contro di lui ed il figlio Demetrio.
I discendenti di Antigono diedero avvio alla dinastia degli Antigonidi, che a partire dal figlio Demetrio Poliorcete regnò sulla Macedonia per poco più di 150 anni.

## Nella cultura di massa
- Nel film Alexander (2004), Antigono viene interpretato da Ian Beattie.